# Мёллерн
Мёллерн (нем. Möllern) — коммуна в Германии, в земле Саксония-Анхальт. 
Входит в состав района Бургенланд. Подчиняется управлению Ан дер Финне.  Население составляет 363 человека (на 31 декабря 2006 года). Занимает площадь 12,45 км². Официальный код  —  15 2 56 060.
Коммуна подразделяется на 2 сельских округа.